# ناثان غزة
إبراهيم بن ناثان أشكنازي أو حاييم اليشع أو ناثان أشكنازي غزة، اشتهر باسم ناثان غزة هو حاخام ومؤلف كتاب Hemdat Yamim ولد في القدس، إبان حكم الإمبراطورية العثمانية، الذي اشتهر كنبي مرسل عن المسيح المزعوم شبتاي تسفي.
سيرته
على الرغم من أنه يشار إليه بأسماء مثل. بعد دراسته التلمود والكابالا في بلدته الأصلية على يد يعقوب حاجيز، استقر في مدينة غزة، من هنا جاء اسمه «غزاتي».
كون أباه ألمانيا يهوديا أعطى له اسم «أشكنازي».